# Iona
Iona è una piccola isola, larga 1,6 km e lunga 5,6 km, appartenente alle Ebridi Interne, in Scozia. Il suo nome in lingua gaelica scozzese è Ì Chaluim Cille (Isola di San Columba), o talvolta solo Ì o Idhe. Essa dista circa un chilometro e mezzo dalla costa dell'isola di Mull. Ha una popolazione residente di 175 persone.

## Storia
Nel 563 san Columba, esiliato dalla nativa Irlanda, vi fondò un monastero con 12 compagni. Da questo luogo essi iniziarono la conversione al Cristianesimo della Scozia pagana e di gran parte dell'Inghilterra del nord.
La notorietà di Iona come un luogo di cultura e di missione si diffuse in tutta l'Europa e l'isola divenne uno dei massimi luoghi di pellegrinaggio. Iona fu considerata un luogo "santo" e particolarmente venerato quando iniziarono ad esservi sepolti diversi re di Scozia, Irlanda e Norvegia.

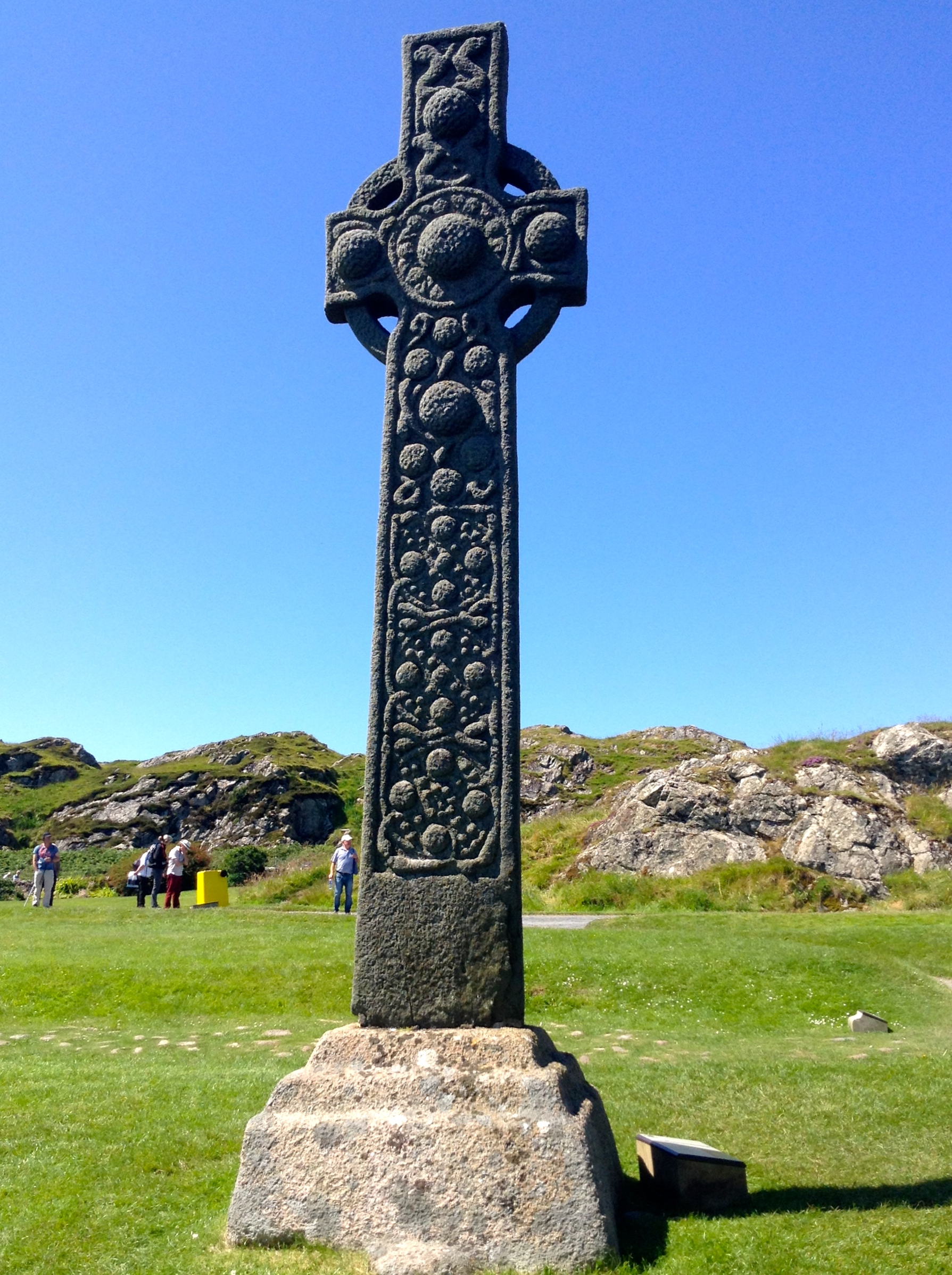
la Croce di San Martino del IX secolo

Molti credono che il Libro di Kells venne scritto, interamente o in parte, a Iona verso la fine dell'VIII secolo. 
Nell'anno 806 il monastero di Iona fu oggetto di razzie da parte dei pirati Vichinghi e i suoi tesori vennero saccheggiati.
Un convento dell'ordine delle monache Benedettine vi fu stabilito nel 1203, con Beathag, figlia di Somerled, sovrano del Regno delle Ebridi, come prima prioressa. L'attuale abbazia Benedettina fu costruita nello stesso periodo. 
Il monastero fu fiorente fino al tempo della Riforma.
Iona divenne luogo di sepoltura per i sovrani del regno scozzese di Dál Riata e i loro successori, i primi re di Scozia.
Alcuni tra i personaggi famosi ivi sepolti sono:
- il re Kenneth I di Scozia, primo re di Scozia
- il re Donald II di Scozia
- il re Malcolm I di Scozia
- il re Duncan I di Scozia
- il re Macbeth di Scozia
- il re Donald III di Scozia

L'antico cimitero, chiamato il Reilig Odhráin, ospita la cappella di Sant Odhrán (che si crede fosse lo zio di San Colombano), del XII secolo, che è stata restaurata insieme all'Abbazia. Essa contiene diversi monumenti funebri medioevali. 
Altri monumenti delle origini e medievali sono stati rimossi per preservarli dal decadimento e posti nel colonnato del chiostro e nel museo dell'Abbazia (situato nell'infermeria medievale del convento). 
Gli antichi edifici dell'Abbazia di Iona sono ora sotto la tutela dell'Ente dei Monumenti Storici Scozzesi (Historic Scotland) e l'ingresso è a pagamento.

## La Comunità di Iona
Nel 1938 George MacLeod fondò la Comunità di Iona, una comunità cristiana ecumenica di uomini e donne di differenti stili di vita e tradizioni nell'ambito delle chiese cristiane impegnati a ricercare un nuovo modo di vivere il vangelo di Gesù Cristo nel mondo di oggi. Questa comunità è un elemento di spicco nell'attuale revival del Cristianesimo Celtico.
La Comunità di Iona gestisce tre centri residenziali situati sulle isole di Iona e Mull. Essi sono luoghi di accoglienza e di approfondimento che offrono un'opportunità unica di vivere insieme in comunità con persone di ogni formazione ed esperienza provenienti da ogni parte del mondo. Spesso vi sono dei programmi settimanali di studio e di meditazione attinenti ai temi principali vissuti nella Comunità.

## Monumenti e bellezze naturali da vedere

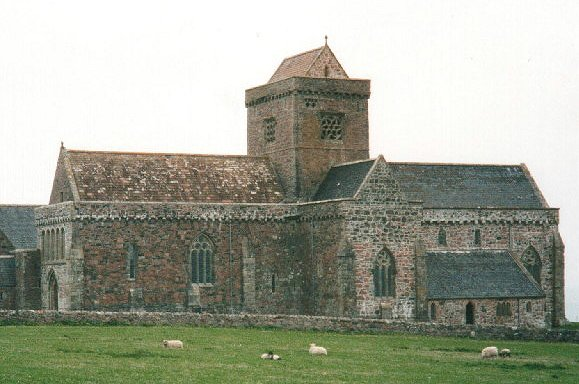
L'Abbazia di Iona

L'Abbazia di Iona, divenuta ora una chiesa ecumenica, è di particolare interesse storico e religioso sia per i pellegrini che per i visitatori. Essa è l'edificio religioso sopravvissuto dal Medioevo più elaborato e meglio conservato nelle isole Ebridi.
Di fronte all'Abbazia si trova la Croce di San Martino, del IX secolo, una delle Croci celtiche meglio conservate nelle Isole Britanniche, e una copia moderna della Croce di San Giovanni, dell'VIII secolo, i cui frammenti originali si trovano nel museo dell'Abbazia.

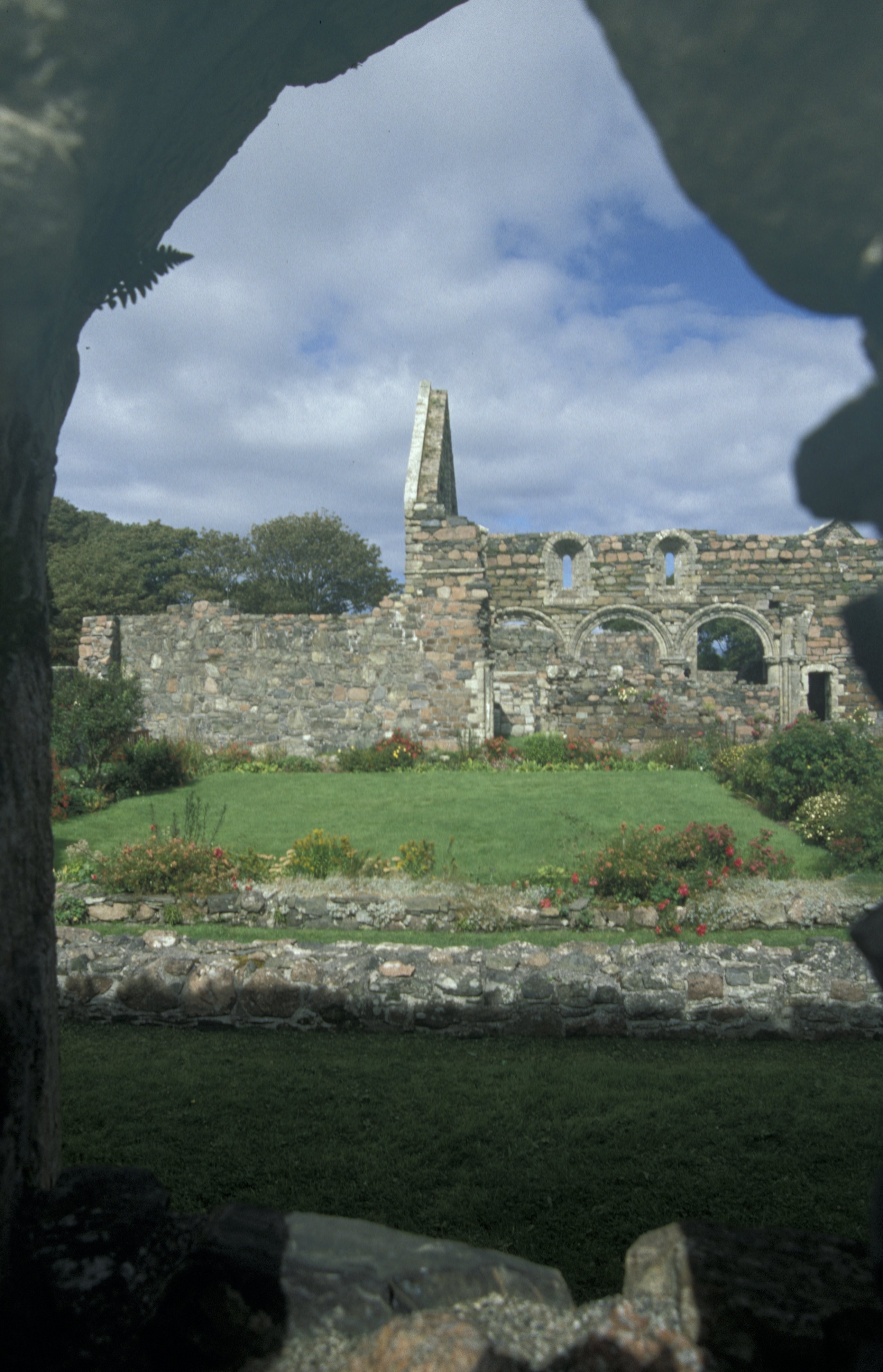
Il convento delle monache Benedettine

Anche degno di nota, il Monastero delle monache Benedettine è un luogo di splendide rovine della chiesa e del chiostro dei secoli XII e XIII e un giardino pieno di colori e di pace. Quello di Iona è il complesso di ruderi più completo di un monastero di monache in tutta la Scozia.
Iona è famosa tra i visitatori per la sua tranquillità e la bellezza naturale. Le sue attrattive geografiche includono la Baia alle spalle dell'Oceano e la Collina con le spalle all'Irlanda, che si dice essere adiacente alla spiaggia dove toccò terra San Colombano.